# Sorik
Sorik – wieś w Armenii, w prowincji Aragacotn. W 2011 roku liczyła 103 mieszkańców.